# Yakima Canutt
Yakima Canutt, también conocido como Yak Canutt, (29 de noviembre de 1895 - 24 de mayo de 1986) fue un actor, jinete de rodeo, especialista cinematográfico y director de segunda unidad de acción, de nacionalidad estadounidense.

## Biografía
Su verdadero nombre era Enos Edward Canutt, y nació en las Snake River Hills, cerca de Colfax, Washington. Era uno de los cinco hijos de John Lemuel Canutt, un ranchero, y de su esposa Nettie Ellen Stevens. Se crio en el este del estado de Washington, en un rancho cercano a Penawawa Creek fundado por su abuelo y dirigido por su padre, que también formó parte de la asamblea legislativa estatal durante una legislatura. Su educación se limitó a la escuela elemental en Green Lake, más adelante un suburbio de Seattle. Por otra parte, en el rancho familiar aprendió a cazar, poner trampas, disparar y a cabalgar.
Adolescente de elevada estatura, fue jinete en la Feria del Condado Whitman en Colfax en 1912. Canutt empezó a participar de manera profesional en el rodeo, ganándose una buena reputación como jinete de broncos, derribando novillos y como un completo cowboy. Fue en la prueba Pendleton Round-Up de 1914 en Pendleton, Oregón, cuando consiguió su mote "Yakima", a causa de un error periodístico.  Al conseguir el segundo puesto en la Pendleton Round-Up de 1915 llamó la atención de los promotores de espectáculos, que le invitaron a competir por el país.
En la temporada de rodeo de 1916 conoció a Kitty Wilks, que había ganado un par de veces el Campeonato Femenino de Monta de Broncos. Decidieron casarse en Kalispell, Montana; él tenía veintiún años y ella veintiocho. El matrimonio fue de corta vida, y la pareja se divorció en 1919. En esa época, mientras derribaba novillos en Idaho, Canutt sufrió un accidente al golpearle un animal con los cuernos en la boca. Aunque volvió a la competición, necesitó cirugía plástica para corregir la lesión.

### Campeón del mundo
Canutt ganó su primer campeonato del mundo en los "Olympics of the "West" en 1917, y siguió conquistando campeonatos en los años siguientes. Entre un rodeo y otro, domaba caballos para su uso por el gobierno francés en la Primera Guerra Mundial.
En 1918 fue a Spokane (Washington) para alistarse en la Armada, quedando estacionado en Bremerton, Washington. En otoño consiguió un permiso de treinta días para defender su título de campeón de rodeo. Habiéndose alistado para servir únicamente mientras durara la Guerra, en el otoño de 1919 fue licenciado. 
En 1919 compitió en la Calgary Stampede, y conoció a la estrella del rodeo Pete Knight.
Posteriormente viajó a Los Ángeles, California, para participar en un gran rodeo, decidiendo pasar el invierno en Hollywood, donde conoció a algunas personalidades del celuloide. Fue allí donde Tom Mix, que también se había iniciado en los rodeos, le invitó a participar en dos de sus películas. Así, Canutt se inició con las escenas de especialista rodando una escena de lucha en un serial llamado Lightning Brice; sin embargo, dejó Hollywood para seguir en 1920 en el circuito de rodeos.
El rodeo de Fort Worth fue llamado el "Yak's show" con motivo de conseguir ganar en tres años consecutivos, 1921, 1922 y 1923, la competición de monta de broncos. También ganó la misma competición en Pendleton en 1917, 1919, y 1923, siendo segundo en 1915 y 1929. Canutt fue primero en derribo de novillos en 1920 y 1921, y ganó el cinturón All-Around Police Gazette cuatro veces, – 1917, 1919, 1920 y 1923. Encontrándose en Hollywood en 1923 para una ceremonia de entrega de premios, a Canutt le ofrecieron una serie de ocho películas western para el productor Ben Wilson, con los Burwillow Studios, siendo el primer título Riding Mad.

### Actor
En esa época Canutt había estado perfeccionando diversos trucos de monta.  Douglas Fairbanks oyó hablar de ellos y los utilizó en algunos de sus filmes, como en el caso de The Gaucho. Fairbanks y Canutt se hicieron grandes amigos, y competían regularmente en el gimnasio de Fairbanks. Canutt empezó a hacer pequeños papeles en filmes de otros protagonistas, a fin de ir acumulando experiencia.
En el film Branded a Bandit (1924) Canutt tuvo una grave fractura nasal al caer por un barranco. La película se pospuso varias semanas y, cuando se reinició el rodaje, en los primeros planos Canutt aparecía de perfil. Un cirujano plástico finalmente corrigió el defecto estético con buen resultado, inspirando a Canutt a afirmar que creía estar más favorecido tras el accidente.

### Especialista
Cuando su contrato con Ben Wilson expiró en 1927, Canutt hacía actuaciones personales en rodeos a través del país. En 1928, al llegar con fuerza el cine sonoro, y a pesar de haber trabajado en 48 filmes mudos, Canutt supo que su carrera cinematográfica se encontraba en problemas. Su voz se había afectado como consecuencia de una gripe que sufrió en la Armada. Por ello empezó a hacer pequeños papeles y escenas peligrosas y, mientras intentaba recolocarse, se dio cuenta de que podía conseguirse más de lo hecho hasta entonces en el campo de las escenas de acción.
En 1930 Canutt conoció a Minnie Audrea Yeager Rice en una fiesta en casa de los padres de ella. A lo largo del año siguiente tuvieron una relación sentimental, mientras Canutt trabajaba en los seriales para Mascot Pictures Corporation. La pareja se casó el 12 de noviembre de 1931.

Cuando los jinetes de rodeo invadieron Hollywood, trajeron una batería de técnicas que Canutt expandiría y mejoraría, incluyendo un surtido de caídas de caballo y accidentes con carretas junto con el uso de arneses y cables para aumentar la seguridad de las escenas. Entre las nuevas técnicas de seguridad figuraba el estribo en forma de 'L', que permitía que un hombre cayera del caballo sin la posibilidad de quedarse colgando del estribo. Canutt también ideó un sistema de cables y equipo que causaba de manera automática espectaculares accidentes de carretas, asegurando a los ocupantes. Los métodos de seguridad ahorraban tiempo y dinero, y prevenían accidentes y lesiones a los especialistas, aunque una de las invenciones de Yak, un método para hacer caer al caballo mediante un cable anclado al suelo, invariablemente producía la muerte del animal o le dejaba lesiones que impedían volver a montarlo. Esta técnica se encuentra prohibida actualmente.
Fue mientras trabajaba en los seriales de Mascot cuando Canutt practicaría y perfeccionaría sus más famosas acrobacias, incluyendo el salto desde una diligencia en marcha, número que posteriormente emplearía en el film de John Ford de 1939 La diligencia. Utilizó dicho salto por primera vez en Riders of the Dawn (1937), doblando a Addison Randall.

### John Wayne
Trabajando para Mascot, Canutt conoció a John Wayne mientras le doblaba en una motocicleta para la película The Shadow of the Eagle en 1932. Ambos hicieron amistad y colaboraron a lo largo de los años. Wayne admiraba la agilidad y temeridad de Canutt, y Canutt respetaba el deseo de Wayne de aprender el oficio y hacer sus propias escenas peligrosas.  Canutt llegó a enseñar a Wayne a caerse del caballo sin romperse el cuello. Juntos, Canutt y Wayne serían pioneros en algunas técnicas de pelea utilizadas en la pantalla, y que actualmente todavía se utilizan. Gran parte de la personalidad cinematográfica de Wayne, como el acento o la forma de caminar, es reflejo de la de Canutt.
En 1932 nació el primer hijo de Canutt, Edward Clay, recibiendo el apodo de 'Tap', derivado de Tapadero, un arnés mexicano. Ese mismo año tuvo una fractura múltiple en el hombro intentando pasar de un caballo a una carreta.
In 1934, Herbert Yates fundó Republic Pictures, y Canutt pasó a ser el primer especialista de la productora. Se encargaría de las escenas de acción de muchas películas, incluyendo títulos de Gene Autry y varias series y seriales, tales como El llanero solitario y Zorro. En Zorro Rides Again, Canutt hizo casi todas las escenas en las que El Zorro llevaba una máscara, por lo que apareció en pantalla casi tanto tiempo como el protagonista, John Carroll.
En la película de 1936 San Francisco,  Canutt reemplazó a Clark Gable en una escena en la que una pared caía sobre la estrella. Hubo un error en la ejecución de la acrobacia, y Canutt se rompió seis costillas.

### Supervisor
Canutt estaba constantemente intentando dirigir. Se iba haciendo viejo, y sabía que sus días como especialista estaban contados. En enero de 1937 nació Harry Joe, el segundo hijo de Canutt. Joe y su hermano Tap acabarían siendo importantes especialistas, trabajando junto a su padre en muchas películas de primera entidad.
En 1938 Republic Pictures empezó a expandir su negocio, entrando a producir películas de mayor presupuesto. El mentor de Canutt y director de acción del film de 1925 Ben-Hur B. Reeves Eason, fue contratado como director de segunda unidad, y Canutt como coordinador y "capataz" de las escenas peligrosas.
John Ford contrató a Canutt, bajo recomendación de John Wayne, para trabajar en La diligencia, película en la que supervisó las escenas del cruce del río y de la persecución de los indios, realizó la caída del carruaje, y dobló a Wayne en varias escenas. Ford quedó tan satisfecho del trabajo de Canutt, que le dijo que allí donde él dirigiera, Canutt tenía su trabajo asegurado. También en 1939, Canutt dobló a Clark Gable en la escena del incendio de Atlanta en Lo que el viento se llevó. Así mismo, actuó como un renegado abordando a Scarlett O’Hara (Vivien Leigh) en una escena de la misma película.

### Director de Segunda Unidad
En 1940 Canutt resultó seriamente lesionado cuando un caballo le cayó encima mientras doblaba a Clark Gable en Boom Town (1940). Aunque sufrió durante meses dolores tras ser operado para tratar lesiones intestinales, siguió trabajando. Felizmente, Sol Siegel, productor de Republic, le ofreció la posibilidad de dirigir las escenas de acción de Dark Command, una película de gran presupuesto protagonizada por John Wayne y dirigida por Raoul Walsh. En dicho título, Yakima Canutt desarrolló nuevos elementos de seguridad para las escenas con caballos y carretas.
Fue en 1943, mientras trabajaba en un film de presupuesto relativamente bajo interpretado por Roy Rogers y titulado Idaho, cuando Canutt se rompió sus dos tobillos cayendo de una carreta. Se recuperó lo suficiente como para idear y supervisar las escenas de acción de otro título de Wayne, In Old Oklahoma.
En la década siguiente Canutt llegó a ser uno de los mejores directores de segunda unidad. MGM llevó a Canutt a Inglaterra en 1952 para dirigir la acción y las secuencias de torneos de Ivanhoe, con Robert Taylor. A Ivanhoe le siguió Knights of the Round Table (Los caballeros del rey Arturo), película también dirigida por Richard Thorpe y también protagonizada por Robert Taylor. Canutt repitió en el género con el film King Richard and the Crusaders.
Canutt fue más adelante llamado para dirigir escenas de la película de Stanley Kubrick Espartaco, título que contaba con la presencia de Kirk Douglas, Tony Curtis y John Ireland, entre otros, interpretando varios momentos de acción.

### Ben Hur
Para Ben-Hur, Canutt diseñó escenas como la de la carrera de carros con diez equipos de cuatro caballos. Entrenó a Charlton Heston, (Judah Ben-Hur) y a Stephen Boyd, (Messala) para conducir su propio carro. Él y su equipo destinaron cinco meses a desarrollar la carrera de carros. En contraste con el film de 1925, ningún caballo y ningún especialista resultaron seriamente heridos.
Rutinariamente llamado para la dirección de las escenas de acción con presencia de animales, Walt Disney dio a Canutt la segunda unidad de Westward Ho, The Wagons! en 1956, Old Yeller en 1957 y Swiss Family Robinson en 1960.
Anthony Mann solicitó que Canutt dirigiera la segunda unidad para su producción de 1961 El Cid. En esta película Canutt dirigió a sus hijos Joe y Tap doblando a Charlton Heston y a Christopher Rhodes en una escena de justa. Mann solicitó nuevamente su colaboración para la película de 1964 La caída del Imperio Romano. A lo largo de los siguientes diez años Canutt siguió trabajando en filmes como Cat Ballou, Kartum, Where Eagles Dare y Un hombre llamado Caballo.
Por su contribución a la industria cinematográfica, Yakima Canutt tiene una estrella en el Paseo de la Fama de Hollywood, en el 1500 de Vine Street. En 1967 recibió un Óscar honorífico por su contribución como especialista. Además, fue incorporado al Salón de la Fama del Museo National Cowboy & Western Heritage Museum.
Yakima Canutt falleció por causas naturales en 1986, a los 90 años de edad, en North Hollywood, California. Fue enterrado en el Cementerio Valhalla Memorial Park de North Hollywood.

### Filmografía seleccionada
- Jinetes del destino (1933), especialista y actor.
- El camino de Sagebrush (1933), especialista y actor.
- El texano afortunado (1934), actor y especialista.
- La diligencia (1939), director de segunda unidad, sin acreditar; coordinador de especialistas, sin acreditar; sin acreditar – escenas peligrosas.
- Gone with the Wind (1939), especialista y actor.
- Ivanhoe (1952), director de segunda unidad.
- Knights of the Round Table (1953), director de segunda, sin acreditar.
- King Richard and the Crusaders (1954), director de segunda unidad.
- Old Yeller (1957), director de segunda unidad.
- Ben-Hur (1959), director de segunda unidad.
- Swiss Family Robinson (1960), director de segunda unidad.
- El Cid (1961), director de segunda unidad.
- La caída del Imperio Romano (1964), director de segunda unidad.
- Cat Ballou (1965), director de segunda unidad; ejecutivo encargado de producción; sin acreditar, coordinador de escenas peligrosas.
- Kartum (1966), director de segunda unidad.
- Where Eagles Dare (1968), director de segunda unidad.
- Un hombre llamado Caballo (1970), director de segunda unidad.

## Premios y distinciones
Premios Óscar
| Año  | Categoría        | Resultado |
| ---- | ---------------- | --------- |
| 1967 | Óscar honorífico | Ganador   |

- 1959 – Mención especial de la National Board of Review of Motion Pictures compartida con Andrew Marton por la dirección de la carrera de carros en Ben-Hur.
- 1976 – Incorporación al Salón de la Fama del Museo National Cowboy & Western Heritage.
- 1978 – Cena homenaje a Yakima Canutt organizada por la Academia de las Artes y las Ciencias Cinematográficas de Hollywood.
- 1984 – Premio Golden Boot de la Motion Picture & Television Fund.
- Estrella en el Paseo de la Fama de Hollywood, en el 1500 de Vine Street.